# Кнедльганс, Ян Славибор

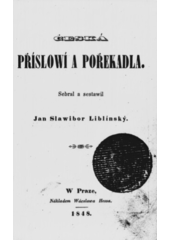
Чешские пословицы и поговорки. 1848

Ян Славибор Кнедлханс, более известный под псевдонимом Либлинский (чеш. Jan Slavibor Knedlhans; 24 марта 1822, Либлин, Богемия, Австрийская империя (ныне Рокицани, Пльзеньский край, Чехия) — 10 ноября 1889, Краловице, Австро-Венгрия) — чешский журналист, публицист и писатель

, политик.

## Биография
После окончания гимназии отправился на учебу в Прагу, где присоединился к группе молодых писателей-патриотов. В 1847 г. опубликовал ставший известным труд «Чешские пословицы и поговорки». 
В 1848 г. был одним из вождей радикальной партии. В том же году стал редактором радикального «Пражского вечернего списка» (Pražský večerní list), был активным членом «Славянской Липы», чешской национальной организации, действовавшая во время революции 1848—1849 годов. Придерживался право-радикальной позиции, был противником К. Гавличека. В мае 1849 года редактируемое им «Вечернее письмо» было на время закрыто тогдашним военным правительством, а Кнедльганс призван в армию, после чего он должен был направлен в Тирольский полк в Тироль.
В 1851 году приговорен военным судом к заключению в крепости на длительный срок. Освобожденный, стал сотрудником в «Tagesbote», с 1860 г. в «Čas», с редакцией которого позже перешел в «Hlas», где оставался до 1864 г. После работал окружным секретарём в Краловице.